# Кокс, Пэт
Патрик Кокс (ирл. Patrick Cox, 28 ноября 1952, Дублин) — ирландский и европейский политический деятель. Тележурналист. С 1989 по 2004 год был депутатом Европейского парламента. С 2002 по 2004 год также занимал должность его председателя.

## Карьера
Патрик Кокс родился 28 ноября 1952 года в Дублине. Получил образование в Лимерикском университете и в дублинском Тринити-Колледже, окончил последний в 1974 году. Преподавал экономику в Институте государственного управления в Дублине и Лимерикском университете. Затем работал журналистом и телеведущим. С 1982 по 1986 год вёл новостную программу Today Tonight.
В 1979 году безуспешно выдвигался кандидатом от партии Фианна Файл на местных выборах. В 1985 году Кокс был избран первым генеральным секретарём партии Прогрессивных демократов. В 1989 году его избрали депутатом Европейского парламента. На второй и третий сроки в 1994 и 1999 годах Пэт переизбирался как независимый кандидат. C 1992 по 1994 год Кокс также был депутатом Дойл Эрен от избирательного округа Корк Юг-Центр. В 1998 году Пэт Кокс был избран председателем Европейской либерально-демократической партии. В январе 2002 года его избрали председателем Европейского парламента. На должности Кокс сменил француженку Николь Фонтен. В Европейском парламенте он работал до 2004 года. Входил в состав Комитета по валютным и экономическим вопросам и промышленной политике и различных делегаций по развитию отношений со странами Европы, Африки и Океании.
В 2004 году за вклад в объединение Европы Патрик Кокс был награждён Международной премией имени Карла Великого.
В июне 2011 года Кокс подал заявление о вступлении в партию Фине Гэл. Рассматривался как возможный кандидат от партии на выборах президента Ирландии того же года.
С 2012 по 2014 год Кокс вместе с бывшим президентом Польши Александром Квасьневским работал на Украине в составе миссии Европейского парламента. Летом 2015 года он был назначен руководителем комиссии по реформированию Верховной Рады.
В октябре 2017 года он вошёл в состав совета директоров инвестиционной компании Appian Asset Management.

## Награды
- Орден «За заслуги» I степени (27 ноября 2024 года, Украина) — за значительный личный вклад в развитие парламентской демократии, поддержку государственного суверенитета и территориальной целостности Украины[15].